# Myriowenia gosnoldi
Myriowenia gosnoldi är en ringmaskart som beskrevs av Hartman 1965. Myriowenia gosnoldi ingår i släktet Myriowenia och familjen Oweniidae. Inga underarter finns listade i Catalogue of Life.